# 老挝国家联盟党
老挝国家联盟党（寮語： Lao Ruam Samphanh），是老挝于1947年9月22日成立的一个官方承认的政党，由当时内阁的经济部长彭·苏发那旺和工程部长寇·佛拉旺领导，针对法国继续插手老挝国家行政事务扮演批评的角色。 